# Самарія

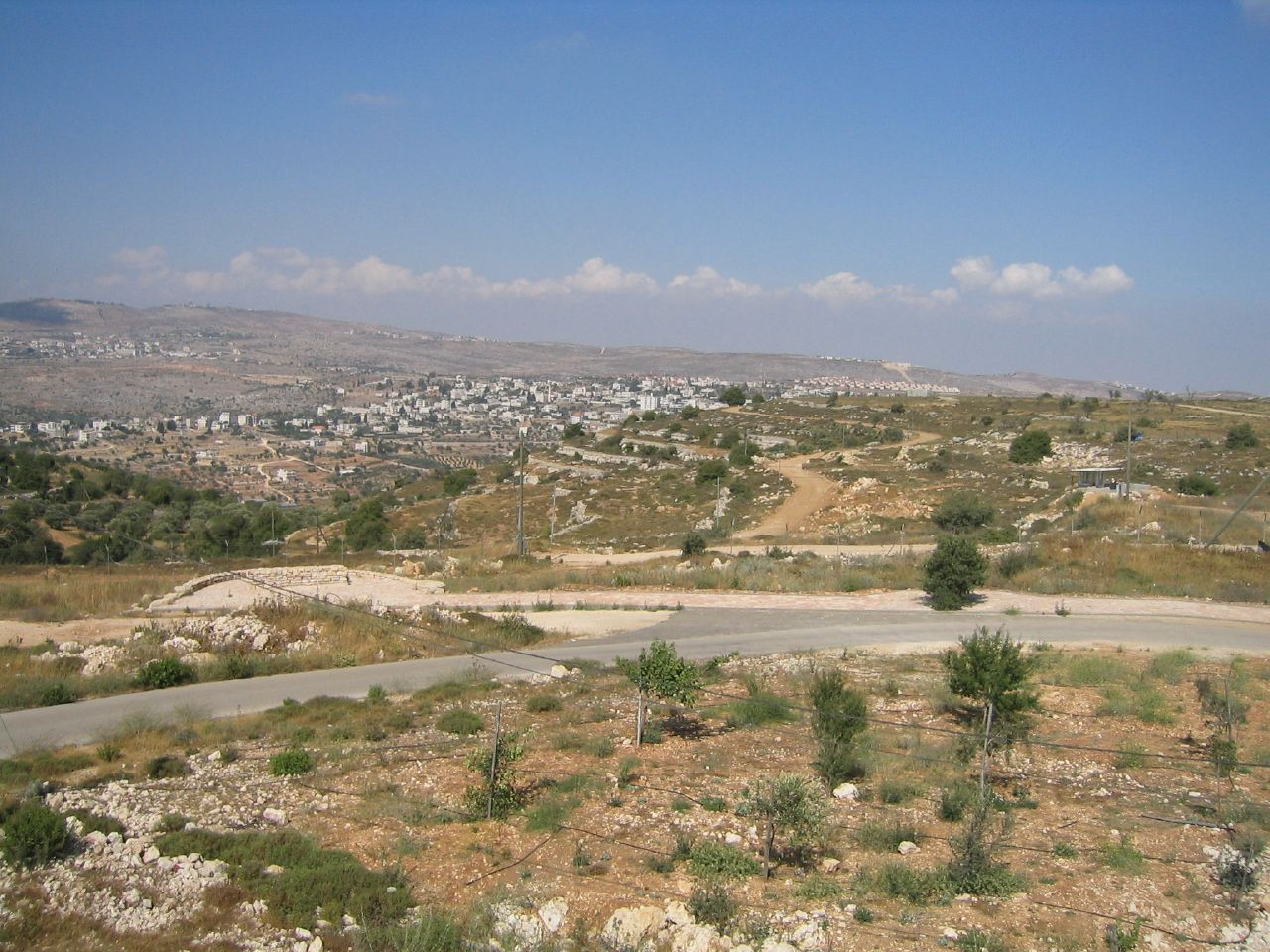
ландшафт Самарії

32°16′30″ пн. ш. 35°11′24″ сх. д. / 32.275° пн. ш. 35.19° сх. д.
Сама́рія — назва гористої місцевості у Леванті, що охоплює північну частину Палестини. Історично належало коліну Манасії.
Історично, як окремий регіон, Самарія починає виступати після розділу початкового царства Ізраїль на дві частини — південне Юдейське та північне Ізраїльське царства у 997 році до н. е. Оскільки, попереднє державне утворення — об'єднане єврейське царство теж носило назву Ізраїль, то для розрізнення новоутвореного північного царства його територію поступово стали називати Самарією.
Назва походить від однієї із столиць північного царства міста Самарії. Після того, як в 722/1 рр. до н. е. царство Ізраїля і його столиця Самарія була захоплена ассирійцями, вони реорганізували цю територію як нову провінцію, і дали їй назву «Самеріна». Провінція Самеріна простягалась від Езреельскої долини на півночі до долини Аялон на півдні, і від узбережжя Середземного моря на заході до річки Йордан на сході.
Часто термін Самарія вживається разом з Юдеєю (Юдея та Самарія), як альтернативна назва Західного берега річки Йордан. «Юдея та Самарія» є також офіційною назвою одного з 7-и районів сучасної держави Ізраїль.
| Ізраїль | Це незавершена стаття з географії Ізраїлю. Ви можете допомогти проєкту, виправивши або дописавши її. |